# Vala Lamberger
Vala Lamberger, geb. Vollrath (* 21. August 1877 in Mainz; † 20. September 1953 in Heppenheim) war eine deutsche Malerin und Zeichnerin.

## Familie
Vala Lamberger war die Tochter des Cellisten Richard Vollrath und dessen Ehefrau Marie, geb. Ahrle. Zu ihren Verwandten mütterlicherseits gehörte der österreichische Maler und Zeichner Moritz von Schwind. Sie heiratete Hans Lamberger, mit dem sie drei Kinder bekam. Die Familie war vermögend, so dass Vala Lamberger Studienreisen unternehmen und eine vielseitige künstlerische Ausbildung erhalten konnte.
Die in Heppenheim lebende Malerin Helga Loscher (* 1936) ist eine Enkelin von Vala Lamberger und wurde als Kind von ihr im Zeichnen unterrichtet.

## Leben
Mit 14 Jahren besuchte Vala Vollrath die Mainzer Kunstgewerbeschule, wo sie eine Schülerin von F. Mitterbauer war. Daneben erhielt sie Klavierunterricht, unter anderem bei Hans Pfitzner. Ursprünglich erwog sie eine Karriere als Pianistin, konzentrierte sich dann aber aufgrund der damit verbundenen körperlichen Belastungen stattdessen auf die bildende Kunst.
Nach der Hochzeit zog Vala Lamberger mit ihrem Ehemann nach Heppenheim, wo sie bis zum Lebensende ihren Wohnsitz hatte. Sie setzte ihre Studien der Malerei und Grafik bei Walter Tiemann in Leipzig, Eugene Spiro in Berlin, Walter Thor in München und Charles Picart Le Doux in Paris fort. Zudem unternahm sie Studienreisen nach Norwegen und Italien. Später suchte Lamberger ihre Motive vor allem in Heppenheim und Umgebung und unternahm in den 1930er und 1940er Jahren häufig regionale Malausflüge. Sie war Mitglied der Vereinigung Mainzer bildender Künstler.
Vala Lamberger starb 1953 mit 76 Jahren in Heppenheim. Dort wurde die Vala-Lamberger-Straße nach ihr benannt. Auch in Worms gibt es eine gleichnamige Straße.

## Werk

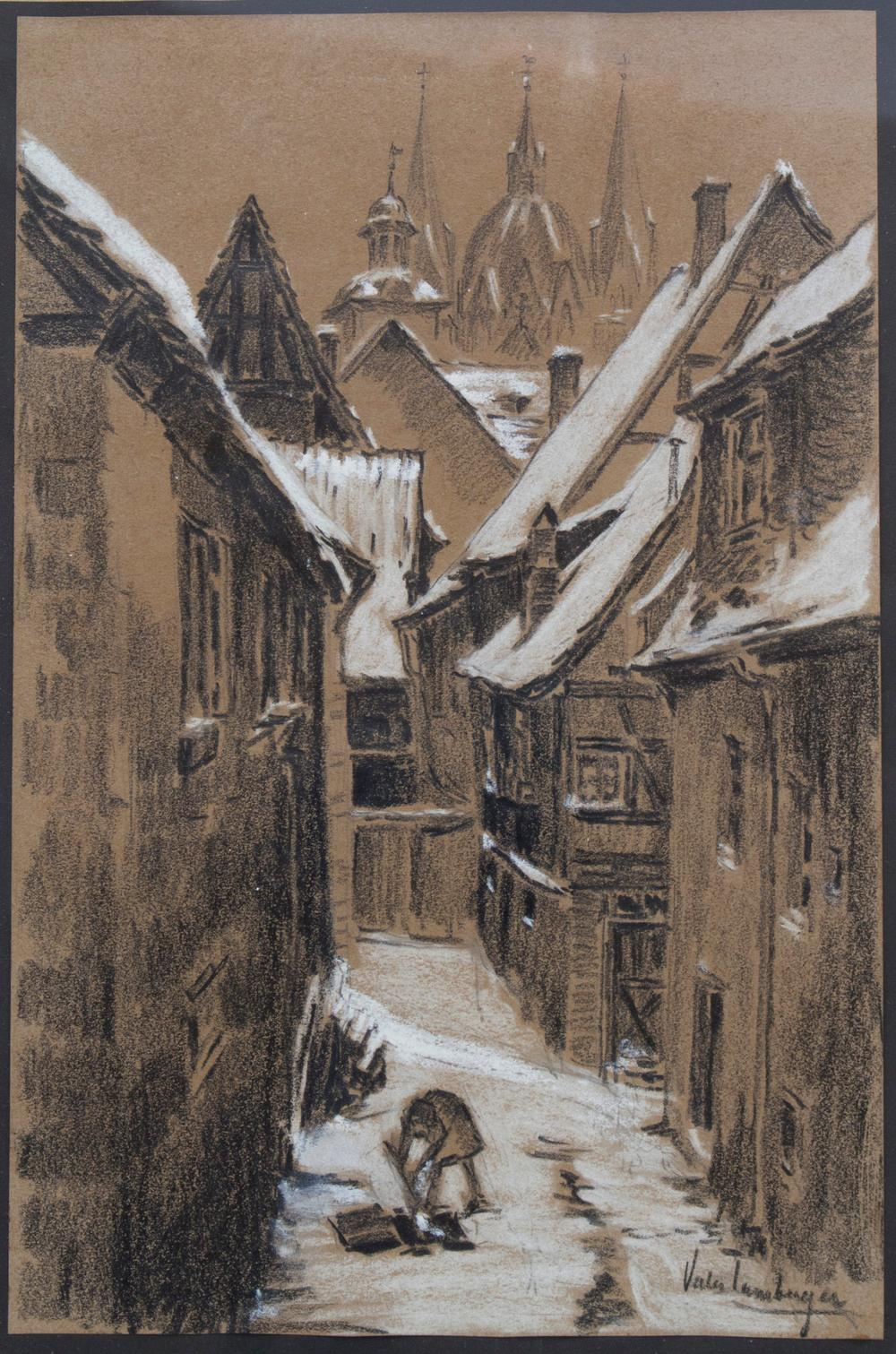
Kreidezeichnung Heppenheim an der Bergstraße – Schulgässchen

Vala Lamberger malte Porträts, Akte, Stillleben, Interieurs und Landschaften. Ihre Strichführung war schnell und fest. Häufig hob sie das Charakteristische in ihren Arbeiten durch Hell-Dunkel-Kontraste hervor. Kuno von Hardenberg bezeichnete sie 1932 als „vortreffliche Schnellberichterstatterin“, die in der Lage sei, „mit sicherem Blick das Wesentliche eines Landschaftsbildes zu erfassen und ebenso sicher nach seinem Eindruck und Stimmungsgehalt hinzuwerfen“.
Motive für ihre Landschaftsbilder und Zeichnungen fand Lamberger zunächst unter anderem auf ihren Studienreisen in Norwegen und Italien. In Paris malte sie einige Stadtansichten. Im Zuge einer Auftragsarbeit in Essen entstanden Porträts von Bergarbeitern und Industrielandschaften. Später wurden die Gegend um Heppenheim und die Bergstraße zu ihrem Hauptmotiv.
Werke von Lamberger wurden in die Sammlungen Museum Mainz (rund 30 Zeichnungen mit Motiven aus Mainz), Altertumsmuseum Weinheim (Motive aus Weinheim), Mannheimer Altertumsverein (Zeichnungen mit Mannheimer Motiven wie Schloss und Jesuitenkirche)  und Historisches Museum Frankfurt (Motive vom Deutschherrenhaus) aufgenommen.
Werke (Auswahl)
- Musikgruppe, Öl auf Leinwand, um 1925[4]
- Kinderbildnis, Öl auf Leinwand, um 1931
- Landschaft, Öl auf Pappe, um 1920
- Bauern bei der Rast, Öl auf Leinwand, um 1920
- Koksarbeiter, Öl auf Leinwand, um 1930
- Zeche Mansfeld, Schacht 5, 1935 Ausstellung Städtische Gemäldegalerie Bochum
- Unter Tage, Tuschezeichnungen auf Japanpapier, 1935 Ausstellung Städtische Gemäldegalerie Bochum[5]
- Deutsche Dome, Zeichnungenzyklus, 1936 Ausstellung Märkisches Museum Witten
- Ruhrindustriebilder, 1935, 1936 Ausstellung Märkisches Museum Witten
- Bilder aus Witten, 1936 Ausstellung Märkisches Museum Witten[6]
- Heppenheim an der Bergstraße – Schulgässchen, Kreide auf Papier, auf Pappe fixiert, Signatur unten rechts, 31,5 × 21 cm

## Ausstellungen (Auswahl)
- 1927: Neue Kunst, Darmstadt[3]
- 1935: Städtische Gemäldegalerie Bochum (mit Felix Bürgers, Georg Walther und Richard Pahling)
- 1936: Märkisches Museum Witten
- 1937: Einzelausstellung, Kurfürstensaal Amtshof Heppenheim[7]
- 1941: Kunstschaffen im Wonnegau, Städtische Gemäldegalerie Worms
- 2013: Der weibliche Blick: vergessene und verschollene Künstlerinnen in Darmstadt 1880–1930, Kunst Archiv Darmstadt[1]